# 原田直次郎

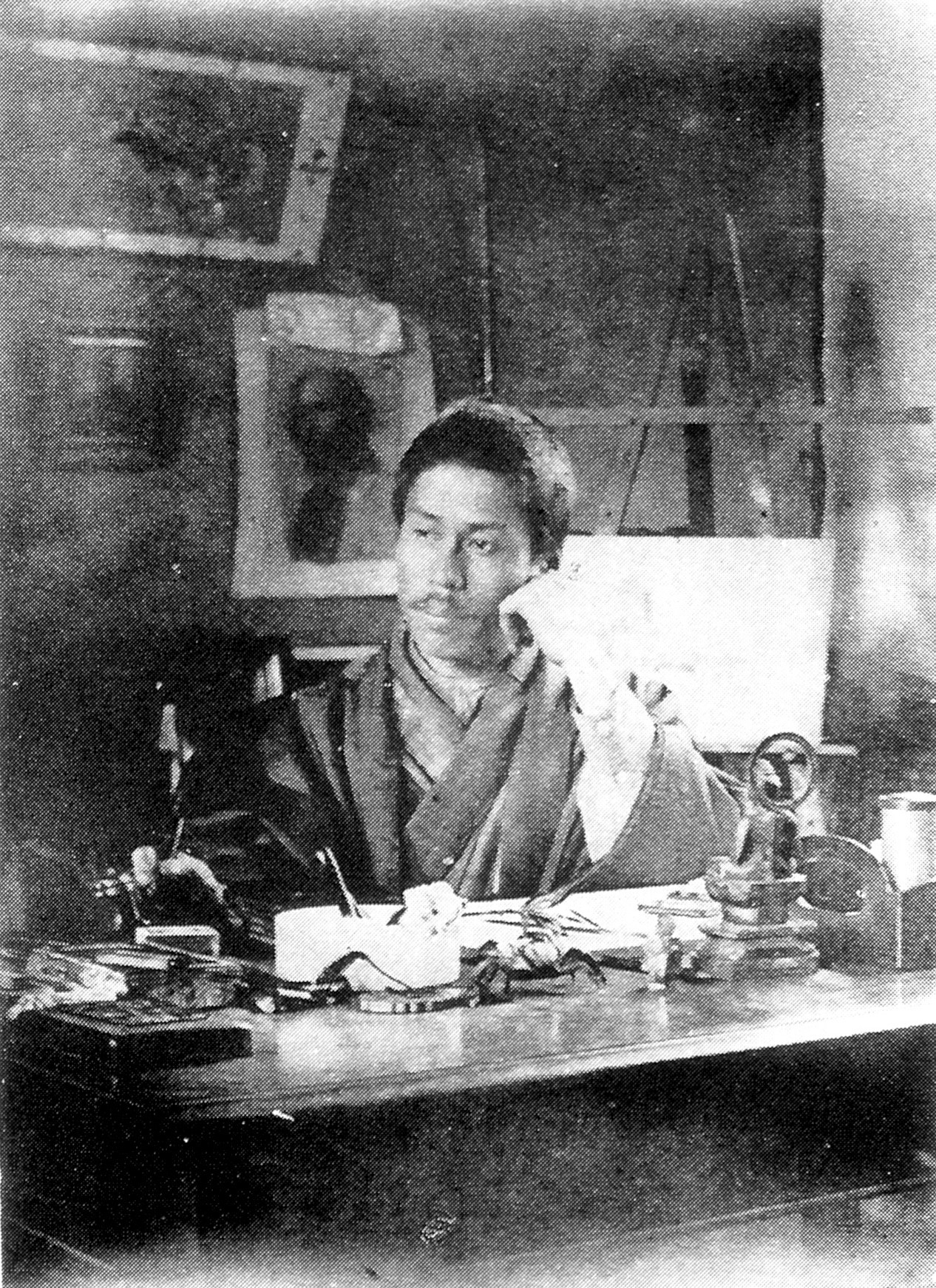

原田 直次郎（はらだ なおじろう、1863年10月12日（文久3年8月30日） - 1899年（明治32年）12月26日）は、洋画家。
父は兵学者の原田一道、兄は地質学者の原田豊吉。兄の遺児で、のちに元老西園寺公望の秘書となる原田熊雄を引き取っていた。また、森鷗外の小説『うたかたの記』の主人公、巨勢のモデルでもある。

## 生涯

### 生い立ち
1863年8月30日、幕府蕃書調所出役の原田一道と妻あいの次男として、江戸小石川の母の実家で誕生した。同年、遣欧使節に任命された池田長発に父が随行し（横浜鎖港談判使節団）、そのまま4年間留学した。開明的な父のもとで直次郎は、早くから外国語教育を受けており、1870年には大阪開成学校に入学してフランス語を学び、1873年には、神田の東京外国語学校（旧外語）フランス語科に入学した。1881年に外国語学校を卒業し、8月に大久保正親の次女・大久保さだと結婚し、2年後に長女寿（ひさ）生まれる。

### ドイツ留学

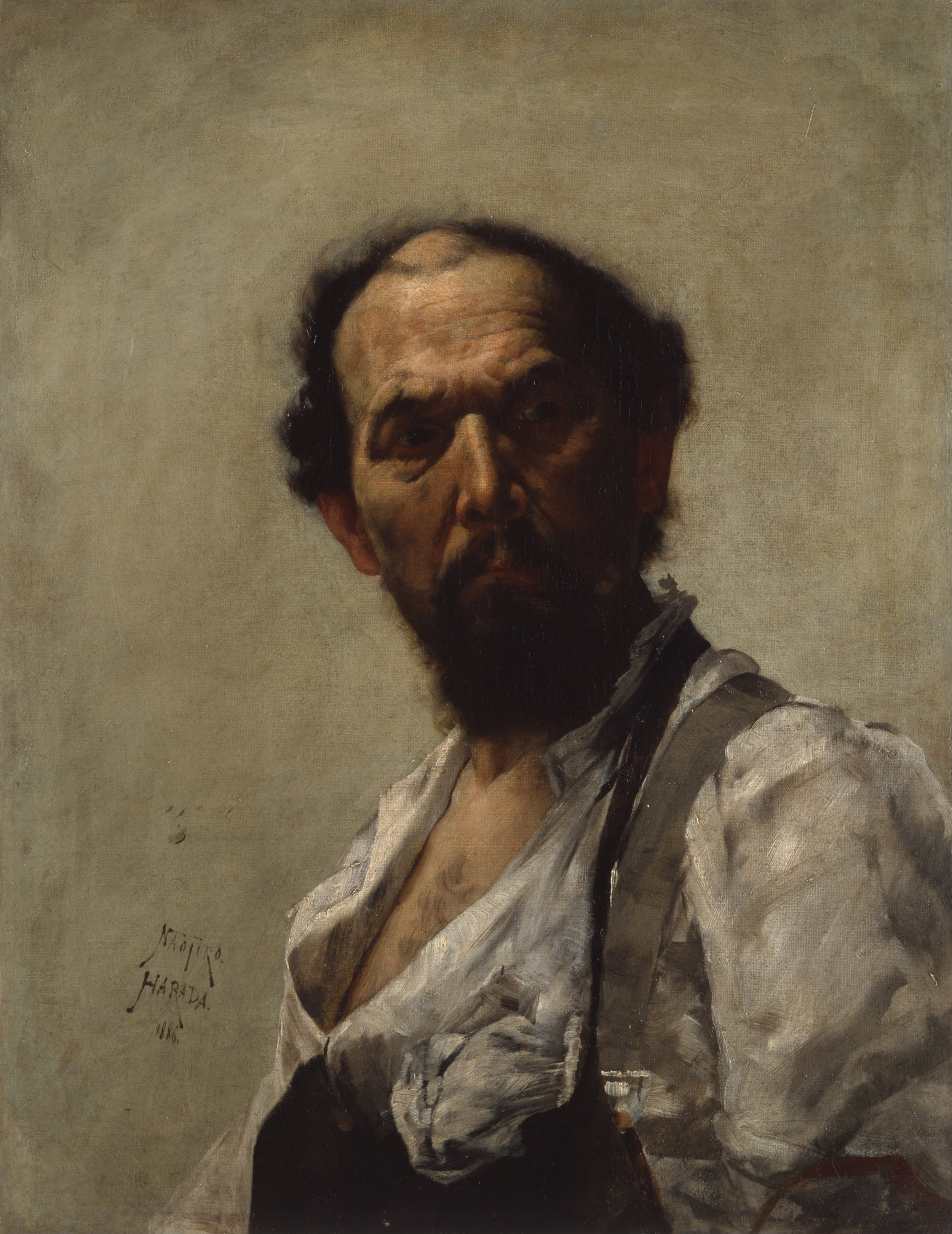
『靴屋の親爺』1886年 東京芸術大学大学美術館蔵

11歳の頃から、洋画家の山﨑成章につき、20歳で当時洋画家の最高峰であった高橋由一とその子源吉に1年弱学ぶ。源吉が編集した『高橋由一履歴』には門人一覧があるが、その末尾に原田直次郎の名がある。そして1884年、21歳でドイツに渡り、兄豊吉の友人の画家ガブリエル･マックスに師事し、ミュンヘン･アカデミー（美術学校）に聴講生として登録。私費留学中は、ドイツ官学派（アカデミズム）の手厚い写実を身につけると同時にドイツ浪漫主義派の作風に影響を受け、世紀末趣味にも強い関心を示した。またミュンヘンでは、陸軍省派遣留学生の森鴎外や画学生ユリウス･エクステルと交友を結ぶ。原田には自画像は殆どないが、エクステルは「ある日本人の肖像」という題で、原田の等身大肖像画を描いている（バイエルン湖城庭園管理局蔵）。
1886年夏、下宿先の1階にあるカフェ店で働くマリイと同棲し、避暑をかねて写生旅行に出かけた。10月頃、欧州出張中に美術事情の視察も命じられた文部省専門学務局長の浜尾新を案内しており、11月22日に妊婦のマリイを残してミュンヘンを発った（マリイは原田を見送った）。スイスを経由し、ヴェネツィアでは長沼守敏に、ローマでは松岡寿に会い、翌年パリに移った。パリでは、短期間ながらエコール・デ・ボザールの聴講生になり、5月にフランスを後にした。

### 帰国と奮闘

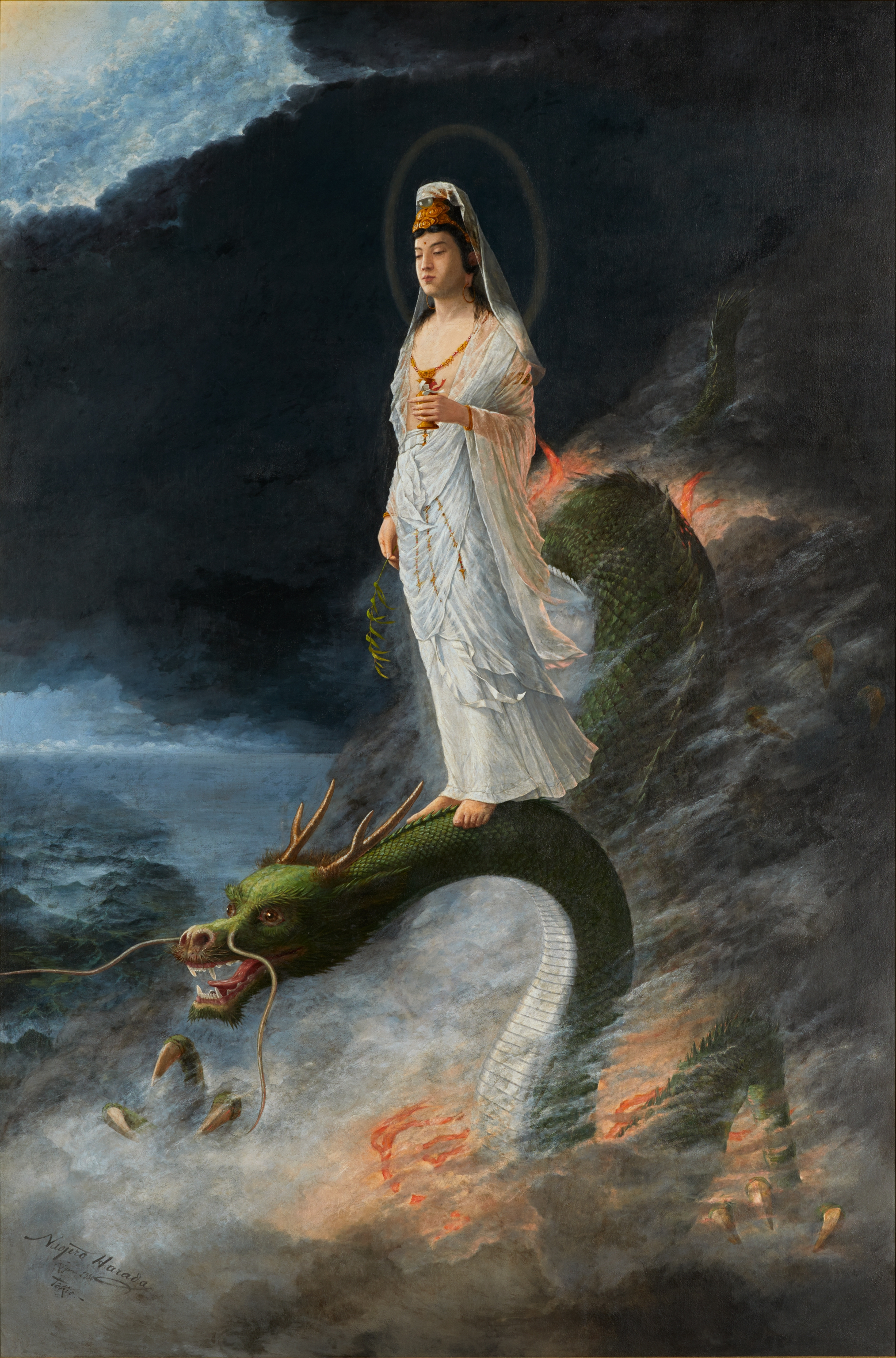
『騎竜観音』1890年 護国寺蔵（東京国立近代美術館寄託）

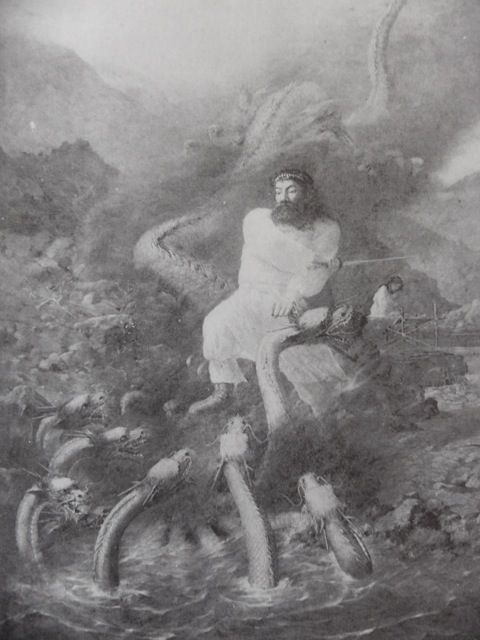
『素尊斬蛇』（関東大震災時に焼失）

1887年7月、東京にもどった。しかし国内は、洋画排斥の嵐のまっただ中にあり、10月に洋画科を置かないまま東京美術学校が設立されると（ただし開校したのは1889年2月）、11月に原田は岡倉覚三（天心）とフェノロサの支持母体で国粋主義的な龍池会に入会した。同月19日、華族会館での龍池会例会で、フェノロサの絵画改良論（洋画排斥論）と狩野派を批判する講演をした（「絵画改良論」として『龍池会報告』第31号に収録）。その後も、龍池会とその改組された日本美術協会にしばらく留まり、日本画の振興を目的とした美術展覧会に油彩を出品した。1888年に「東洋画会」特別会員になり、その機関誌に洋画を紹介。原田の日本画壇での啓蒙活動は孤軍奮闘の様相であった。同年10月次女福（とみ）誕生。なお、東京美術学校が学生を受け入れる1か月前の1889年1月、本郷6丁目の自宅アトリエで画塾「鐘美舘」を開いた（無料）。1894年に閉鎖されるまで水野正英、小林万吾、伊藤快彦、和田英作、三宅克己、大下藤次郎などを指導した。
西洋画の団体「明治美術会」に活動の拠点を移し、仲間とともに東京美術学校に洋画科を開設するよう運動した。1890年、唯一洋画家も出品できる官展、内国勧業博覧会（第三回）に歴史画「騎龍観音」と「毛利敬親肖像」を出品。前者は、大作で人々の注目を集めたにもかかわらず、何も賞を受けなかった（2007年重要文化財に指定）。後者は、妙技三等賞にとどまった。原田は、洋画家の代表として審査官であったものの、審査委員長が洋画排斥の後ろ盾九鬼隆一であり、洋画に厳しい審査結果となった。また同年、東京帝国大学文学科教授で明治美術会賛助会員の外山正一が日本画･洋画にかかわらず、最大の問題として画題の貧困と思想の欠如とを指摘し、とりわけ原田の「騎龍観音」をやり玉に挙げた。その指摘は、多くの反発を呼び、中でも鴎外が外山を強く批判した。
1893年頃、原田は発病し、しだいに歩行が困難になり、やがて寝たまま制作するような状態となった。そうした中、画壇にも大きな変化が起こった。1894年、第六回明治美術会展では、新会員黒田清輝･久米桂一郎などの外光表現が注目をあび、翌年の第七回展では、黒田など天真道場出身の画家が多く出品し、原田など古参会員の暗い画風との対比が明瞭になった。当時のジャーナリズムは、その対比を旧派と新派の対立として扇動的に伝え、旧派が批判された。1895年、原田は第四回内国勧業博覧会に歴史画の大作「素尊斬蛇」を出品。1897年、第八回明治美術会展に最期の大作「海浜風景」を出品。弟子の木下藤次郎によれば、その作品も寝たまま、記憶のみで描いたという。1898年9月、療養のため、神奈川県子安村に転居。しかし翌年12月26日、東京帝国大学第二医院で没した。享年36。12月28日、谷中霊園天王寺墓地に葬られ、竜蔵と熊雄の2児名が署せられた。

## 作風
若くして亡くなったため作品数は少なく、現存する油彩作品は35点程度である。男性の肖像画が多く、女性の肖像画や風景画、静物画などはあまりない。原田はドイツで学んだ堅牢な絵画技術もさることながら、遠近法もよく理解していた。鐘美舘での教育も遠近法教授に力を入れ、『遠近法』という絵画技法書を出版する予定であった（草稿が東京国立博物館蔵）。そのため原田の絵には安定感があり、見るものに安心感と心地良さを与えている。

## 鴎外による人物評

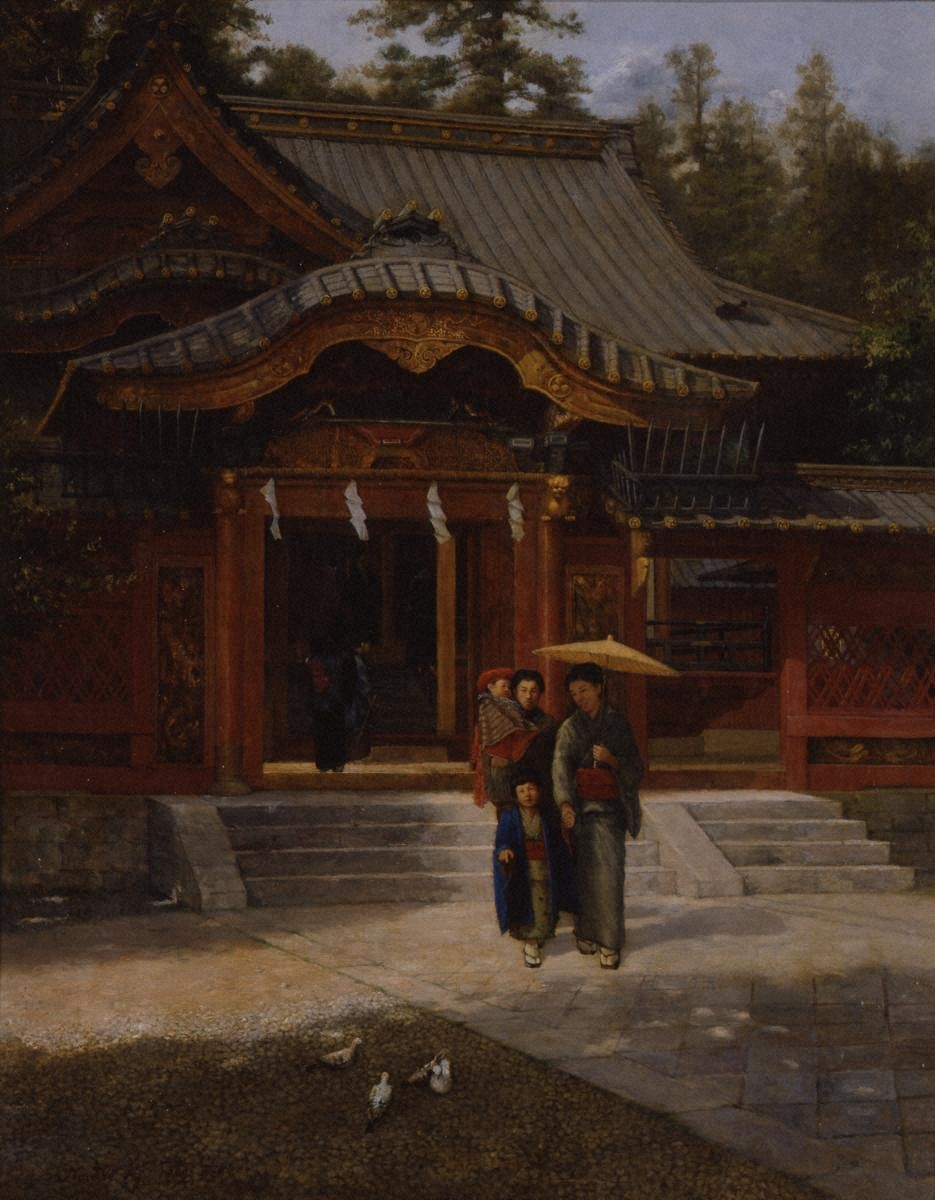
『上野東照宮』(岡山県立美術館)

鴎外によれば、原田は、留学中も帰国後もヨーロッパの色に染まらなかったが、留学先のドイツでたいそう師友に愛されていた。主に自然児として愛されていた。また、恬淡無欲の人であった。画塾「鐘美舘」では、謝金を受け取らなかった。洋画の需要が最も少なかった時代、政財界人につてを求めて肖像画をかかせてもらったりすることがなく、むしろ日本赤十字社により昭憲皇太后の肖像画を描く最終候補者3人の1人に選ばれながら辞退した（金500円）。
なお鴎外は、『原田直次郎』（1889年12月）を次の段落で結んだ。「私の友人にも女房持のものは少なくないが、その家庭をうかがって見て、実に温かに感じたのは、原田の家庭である。鐘美舘がまだ学校であった時、原田はその奥の古家に住んでいた。（中略）。原田と細君と子供四人と、そこに睦まじく暮らしていて、私が往けば子供は左右から、おじさんと呼んで取り附いた。細君はいつも晴々した顔色で居られて、原田が病気になってからも、永の年月の間たゆみなく看護せられた。殊に感じたのは、原田が神奈川に移る前に、細君が末の子を負って、終日子安村附近の家を捜して歩かれたという一事である。思うに原田は必ずしも不幸な人ではなかった。」

## 年譜
- 1863年8月30日、原田一道と妻あいの次男として、江戸小石川の母の実家で誕生。
- 1868年6月、岡山に転居。
- 1869年3月、上京し、浅草の池田侯の邸に住む。
- 1870年3月、大阪に転居し、大阪開成学校に入学してフランス語を学ぶ。
- 1873年9月、東京の駿河台に転居し、10月に神田の東京外国語学校（旧外語）フランス語科に入学。
- 1874年頃、山﨑成章に洋画を学ぶ。
- 1881年、外国語学校を卒業、同年8月に大久保さだと結婚。
- 1882年、天絵学舎で高橋由一に師事し、洋画を学ぶ。
- 1884年2月、絵を学ぶため、妻子を残してドイツに渡った。ミュンヘンに住み、兄豊吉の友人画家ガブリエル・フォン・マックスに師事し、またミュンヘン･アカデミーに登録。ドイツ人画学生ユリウス･エクステルと親交を結ぶ。
- 1886年3月25日、森鷗外が下宿を訪問。8月、マリイと同棲し、また写生旅行に出かけた。10月頃、欧州美術事情視察の文部省専門学務局長、浜尾新を案内。11月22日、ミュンヘンを発ち、スイスとイタリアをへてフランスに向かった。
- 1887年5月にフランスのマルセイユを発ち、7月に東京着。10月、洋画科を置かないまま東京美術学校が設立。11月に龍池会でフェノロサを批判する講演をした。
- 1888年、「東洋画会」特別会員になり、その機関誌に洋画を紹介。本郷にアトリエを新築。
- 1889年、本郷アトリエで画塾「鐘美舘」を開いた。
- 1890年、第三回内国勧業博覧会で審査官となり、「騎龍観音」と「毛利敬親像」を出品、後者で三等妙技賞。雑誌『国民之友』の表紙、挿絵を担当（以後、継続）。
- 1891年、森鴎外「文づかひ」の収録本の表紙絵と挿絵を描いた。
- 1895年、第四回内国勧業博覧会に「素尊斬蛇」を出品。病床での制作と伝えられている。
- 1897年、第八回明治美術会展に「海浜風景」を出品。
- 1898年9月、神奈川県子安村に転居し、静養。
- 1899年12月26日、東大病院で没。
- 1909年11月28日、東京美術学校で原田直次郎没後十周年記念遺作展覧会を1日のみ開催。
- 1910年1月、「原田先生記念帖」刊行。
- 2002年、「靴屋の親爺」（東京芸術大学大学美術館蔵）が重要文化財に指定。
- 2007年、「騎龍観音」（護国寺蔵、東京国立近代美術館寄託）が重要文化財に指定。

## 作品
- 「神父」 油彩・キャンバス 信越放送株式会社蔵 1885年
- 「老人像」 油彩・キャンバス 三重県立美術館蔵 1886年頃
- 「老人」 油彩・キャンバス 東京芸術大学大学美術館蔵 1886年頃
- 「靴屋の親爺」 油彩・キャンバス 東京芸術大学大学美術館蔵 1886年
- 「風景」 油彩・キャンバス 岡山県立美術館蔵 1886年
- 「ドイツの少女」 油彩 東京国立博物館蔵
- 「西洋婦人像」 油彩・キャンバス 岡山県立美術館蔵 制作年不詳 同名の山本芳翠作の模写
- 「島津久光像」 油彩・キャンバス 尚古集成館蔵 1888年
- 「上野東照宮」 油彩・キャンバス 岡山県立美術館蔵 1889年 サイン「Naojiro H. 1889.Tokio」
- 「毛利敬親像」 油彩・キャンバス 山口県立山口博物館蔵 1890年
- 「騎龍観音」 油彩・キャンバス 護国寺蔵（東京国立近代美術館寄託） 1890年
- 「雪景」「連池」 油彩・板 森鴎外記念館（津和野町）蔵 制作年不詳
- 「新島襄像」 油彩・キャンバス 同志社大学同志社社史資料センター蔵 1890年
- 「横井小楠像」 油彩・キャンバス 同志社大学同志社社史資料センター蔵 1890年
- 「徳富淇水像」 油彩・キャンバス 水俣市立蘇峰記念館蔵 1893年
- 「高橋由一像」 油彩・キャンバス 東京芸術大学大学美術館蔵 1893年
- 「三条実美像」 油彩・キャンバス 東京国立博物館蔵
- 「伊藤快彦像」 油彩・ボール紙 京都市美術館蔵 制作年不詳
- 「風景」 油彩・キャンバス 東京芸術大学大学美術館蔵 1897年
- 「安藤信光像」 油彩・キャンバス 東京国立博物館蔵 1898年 絶筆